# أوتوكود
أوتوكود (بالإنجليزية: :Autocode)‏ «ترميز تلقائي» هو اسم عائلة من «أنظمة الترميز المبسّطة»، والتي سمّيت فيما بعد بلغات البرمجة، والتي تم ابتكارها في الخمسينيات والستينيات من القرن الماضي لسلسلة من أجهزة الكمبيوتر الرقمية في جامعات مانشستر وكامبريدج ولندن. كان الترميز التلقائي "Autocode" مصطلح عام. الرموز التلقائية لأجهزة مختلفة لم تكن مرتبطة به ارتباطًا وثيق بالضرورة، على سبيل المثال الإصدارات المختلفة للغة فورتران.
يستخدم المصطلح اليوم للإشارة إلى عائلة اللغات المبكرة المنحدرة من أنظمة التشفير التلقائي لمانشستر مارك 1، والتي كانت متشابهة بشكل عام. في الستينيات من القرن الماضي، تم استخدام مصطلح الترميز التلقائي بشكل عام للإشارة إلى أيّ لغة برمجة عالية المستوى باستخدام محول برمجي.
من الأمثلة التي يُشار إليها كرموز تلقائية هي لغة كوبول وفورتران.